# بيلينزاغو لومباردو
بيلينزاغو لومباردو هي بلدة تقع في لومبارديا في مقاطعة ميلان في إيطاليا وبلغ عدد سكانها 3672 نسمة حسب إحصائيات عام 2004م.